# Халилуллах I
Халилулла́х I, известный в исмаилитской-низаритской традиции под суфийским именем Зульфика́р Али́  — 37-й имам касим-шахской ветви низаритской общины исмаилитов.
Халилуллах наследовал своему отцу Мураду Мирзе, когда последний умер в 1574 году. Как и его отец, он проживал и был похоронен в Анджудане в центральной Персии, где его надгробие сохранилось до наших дней. На надгробии указана дата его смерти — март 1634 года.
Халилуллах поддерживал тесные отношения с правящей династией Сефевидов. Он женился на принцессе, возможно, дочери шаха Аббаса I, и в 1627 году правитель Сефевидов издал указ, освобождающий шиитов Анджудана от определённых налогов. Как указывает Фархад Дафтари, в указе Анджуданские шииты называются двунадесятниками, что указывает на то, что Халилуллах и его последователи скрывали свою истинную веру.
Ему наследовал его сын Нур ад-Дин Али.